# NRG 스타디움
NRG 스타디움(NRG Stadium)은 미국의 다목적 경기장이다. 미국 미식축구 경기장 가운데 최초로 개폐식 지붕을 가진 경기장이다. 2000년 릴라이언트 에너지가 300만 달러에 32년간 명명권 권리를 매입했으며, 2009년 NRG사가 릴라이언트 에너지를 인수하면서 경기장이름도 NRG 스타디움으로 변경되었다.
NFL팀 휴스턴 텍선스의 홈구장이며, 다수의 미국 축구 국가대표팀 경기를 열었다. 2005년 골드컵과 2007년 골드컵을 주최했으며, 2010년 메이저 리그 사커 올스타팀과 맨체스터 유나이티드 FC간의 친선 경기를 열기도 했다. 로데오와 프로레슬링 경기가 펼쳐지기도 한다.
2009년 4월 5일, WWE 레슬매니아 25가 개최되었다. 관객 수는 72,744명이었다.
| MLS 올스타전 개최 경기장 |                            |               |
| 2009년                   | 2010년 릴라이언트 스타디움 | 2011년        |
| 리오 틴토 스타디움       | 2010년 릴라이언트 스타디움 | 레드불 아레나 |
|                          |                            |               |
|                          |                            |               |

## 같이 보기
- 애스트로돔